# Río Tacuarembó
Der Río Tacuarembó ist ein Fluss in Uruguay.
Er ist, zusammen mit dem Río Yí, der wichtigste Nebenfluss des Río  Negro. Seine Quelle liegt im Norden des Departamentos Rivera zwischen der Cuchilla de Cuñapirú und der Cuchilla Negra. Von dort verläuft er Richtung Süden durch die Stadt Tranqueras. Im weiteren Verlauf bildet er teilweise die Grenze zwischen den Departamentos Rivera und Tacuarembó. Nachdem er dann das Departamento Tacuarembó von Norden nach Süden durchquert hat, mündet er schließlich an der Grenze zum Departamento Durazno als rechtsseitiger Zufluss in den Río Negro.

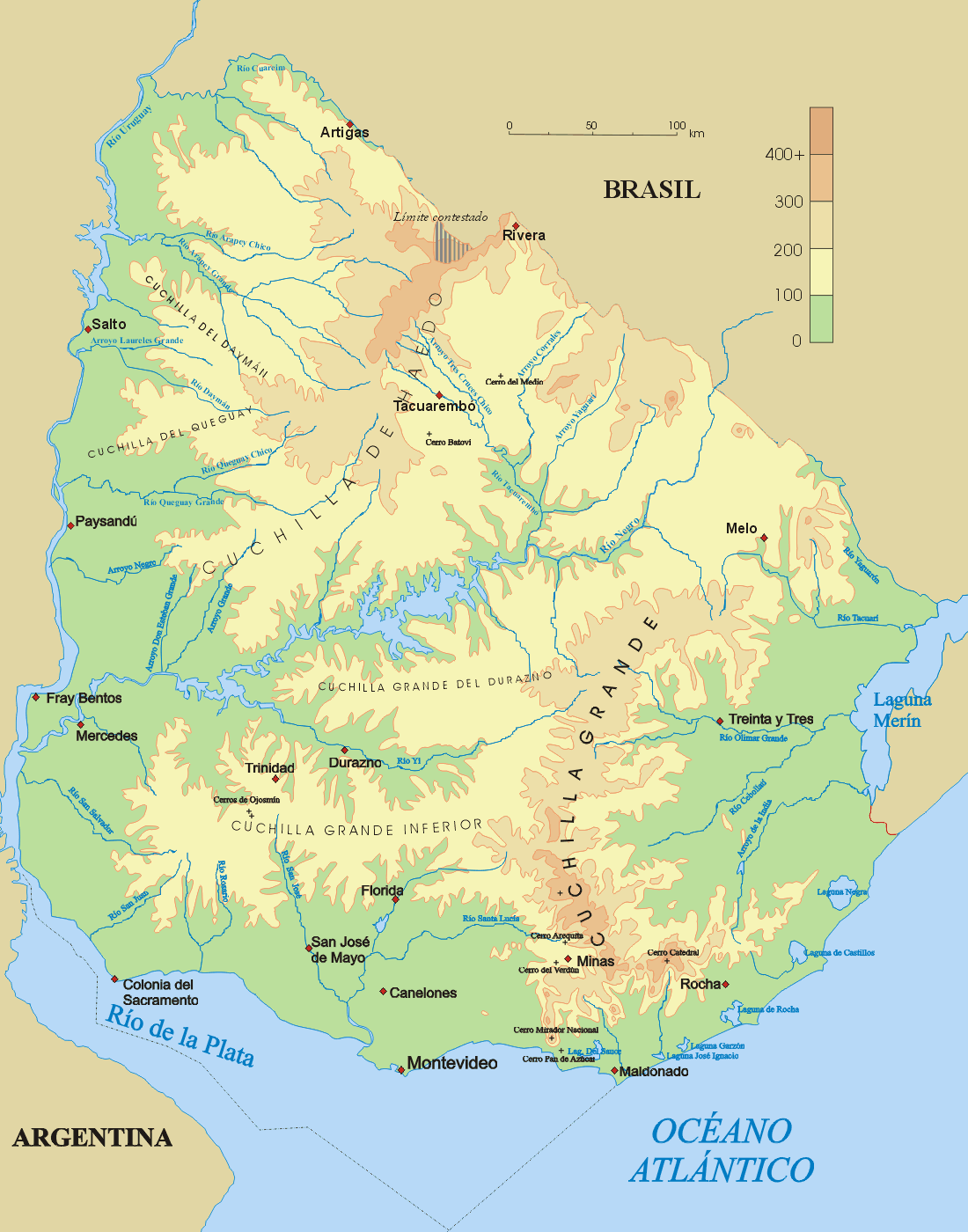
Karte mit Verlauf des Flusses

Sein Einzugsgebiet umfasst eine Fläche von 14.000 km².